# Jarilla
Jarilla – gmina w Hiszpanii, w prowincji Cáceres, w Estramadurze, o powierzchni 28,47 km². W 2011 roku gmina liczyła 155 mieszkańców.